# Hymenopenaeus tuerkayi
Hymenopenaeus tuerkayi är en kräftdjursart som beskrevs av Crosnier 1995. Hymenopenaeus tuerkayi ingår i släktet Hymenopenaeus och familjen Solenoceridae. Inga underarter finns listade i Catalogue of Life.